# Shahrestān-e Bajestān
Shahrestān-e Bajestān (persiska: شهرستان بجستان, بجستان) är en delprovins (shahrestan) i Iran.   Den ligger i provinsen Razavikhorasan, i den nordöstra delen av landet, 600 km öster om huvudstaden Teheran.
Delprovinsen hade 31 207 invånare 2016.